# Skitača
Skitača is een plaats in de gemeente Raša in de Kroatische provincie Istrië. De plaats telt 11 inwoners (2001).